# La lecture
La Lecture ou La Lectrice endormie (em português, "A leitura" ou "A leitora adormecida") é uma obra de arte em guache do pintor francês Pierre-Antoine Baudouin produzida em 1765. Atualmente exposta no Musée des Arts décoratifs, em Paris, essa foi uma das inúmeras obras de Baudouin com um viés obsceno.

## História
Não existe qualquer registro de Baudouin explicando o que, de fato, relata a imagem, qual foi o seu processo de produção ou o que levou ele a produzir a obra. O que sabe-se é que o pintor teve uma carreira curta, porém, de grande produção e com sucesso significativo. Além disso, o contexto artístico em que o pintor esteve inserido é o Rococó.

## Artista
Pierre-Antoine Baudouin nasceu no dia 17 de outubro de 1723 e morreu no dia 15 de dezembro de 1769. Ele era filho de Michel Baudouin, um gravurista francês.
Em abril 1758, casou-se com Marie Emillie Boucher, filha do renomado pintor François Boucher, que, além de sogro, foi seu professor e mentor artístico. Baudouin especializou-se em miniaturas à guache e expôs pela primeira vez no Salão de 1761.
Por meio da influência do sogro, ele entrou na Academia Real de Pintura e Escultura em 1763 com uma miniatura histórica Phryné accusée d’impiété devant l’Aréopage. Atualmente, essa obra está localizada no Museu do Louvre, em Paris.
Em 1766, Baudouin tornou-se Pintor do Rei, chegando a produzir dois retratos para Luís XV de França. Em 1767, produziu um Suite de la vie de la Vierge para Madame du Barry, umas das mulheres do rei.
O artista foi um mentor da iconografia libertina para Jean-Honoré Fragonard. Em 1765, eles dividiram o estúdio do falecido pintor Jean-Baptiste Deshays de Colleville. Em 1767, eles fizeram um pedido para irem juntos copiar as pinturas de Peter Paul Rubens no Palácio do Luxemburgo. Quando Baudouin morreu, em 1769, diversos desenhos e pinturas do Fragonard estavam em seu estúdio.
Ainda em vida, Baudouin conseguiu sucesso comercial com suas obras. Em 1760, vendeu uma de suas guaches por 1.750 libras. Recebeu encomendas de importantes colecionadores, como o Marquês de Marigny. Vários de seus guaches foram reproduzidos por Nicolas Ponce, como Annette e Lubin, e fizeram sucesso.
O sucesso de Baudouin se deu como pintor e desenhista de cenas libertinas ambientadas na França do século XVIII. Os seus guaches foram apresentados em salões de 1763 a 1769. Suas obras foram condenadas pelo Arcebispo de Paris e também por Denis Diderot.
No Salão de 1765, Diderot comparou os trabalhos de Jean-Baptiste Greuze e Baudouin. O filósofo afirmou que o primeiro tornou-se um pintor dos bons costumes, enquanto o segundo tornou-se um artistas de temas desrespeitosos. É provável que uma das obras que Diderot tenha visto no Salão de 1765 tenha sido La Lecture.
Em outro momento, Diderot descreveu Baudouin como um homem simpático e espirituoso.
O pintor francês deixou um filho, François-Jean Baudouin (1759-1835), que foi livreiro, editor e impressor. Sabe-se que ele tinha aversão à obscenidade.[carece de fontes?]

## Descrição da obra
Na obra A Leitura ou A Leitora Adormecida de Pierre-Antoine Baudouin vemos a seguinte cena: em um cômodo, uma mulher está recostada em uma poltrona aparentemente repousando. O corselete do seu vestido foi abaixado deixando à mostra as suas mamas, sua mão direita está igualmente relaxada e aponta para um livro que foi recém colocado em cima da casinha do cachorro. Sua mão esquerda está dentro do vestido e o tecido contraído nos faz perceber que ela está na região da pélvis.
Por meio da roupa que a mulher veste, é possível aferir que se trata de alguém de posses. Quem sabe, uma jovem da nobreza ou da aristocracia francesa. O local em que ela está reforça a sua condição financeira, parece ser o seu quarto ou um local para leitura. Na mesa, à direta da mulher, localizamos a presença de quatro grandes livros (sendo um deles embaixo do móvel), um globo terrestre, uma série de papéis sendo um deles um mapa e dois bicos de pena.
Ao lado da mesa e da mulher, visualizamos uma cortina azulada que encobre um acento, talvez um divã ou uma marquesa. Na parede, há um quadro de uma mulher e à esquerda desse quadro, em cima da entrada do local, existe um ornamento representando dois macaquinhos. Não é possível ver o que está fora do cômodo porque em frente à porta está um biombo dourado e azulado decorado com flores.
À esquerda da mulher, visualiza-se uma casinha de cachorro, em cima dela está um violão e alguns papéis, que indicam folhas com notas musicais para serem tocadas no instrumento. Em volta desse violão, há um tecido de cor amarelo-ouro. No chão do cômodo e aos pés da mulher, vê-se um tapete, ornamentado por algumas flores.
No tocante às cores, luzes e sombras do quadro, percebe-se o forte uso dos azuis, sejam eles mais claros ou mais escuros, para demarcar o vestido da mulher, a cortina, o estofado da poltrona e do divã, algumas flores do biombo e do tapete. Se nos aproximarmos mais da obra, notaremos que até o cabelo da mulher é algo entre o azulado claro e o acinzentado.
Há a presença de tons amarronzados, a exemplo dos livros, da mesa e da casa do cachorro. Existe também algumas pinceladas alaranjadas, como o bichinho presente em cena, a aréola do seio da mulher e as capas dos livros. Nota-se também o uso de branco, em detalhes do vestido, por exemplo; de rosa claro, como na pele da mulher; e de preto e cinza escuro na parede, no quadro e no ornamento dos pequenos macacos.
Percebe-se também o uso dos amarelos, sejam eles mais escuros como o dourado no biombo, nos frisos da porta e da parede perto do teto, nas singelas decorações da cortina, no metal que resguarda o globo e no tapete que cobre o chão; ou amarelos mais claros, usados principalmente para sinalizar a sombra causada pela luz solar em alguns objetos como nos livros em cima da mesa e na própria mesa, a poltrona, que parece ser dourada, porém, devido à luz do sol incidindo sobre ela está mais amarelada, o tecido que está atrás do violão e, na barra do vestido da mulher, há algumas pinceladas de amarelo reforçando a presença de luz.
No tocante à luz, é possível perceber que ela vem da direita para esquerda, iluminando os livros, parte da cortina e principalmente a mulher. A luz parece entrar um tanto quanto na diagonal, incidindo fortemente na mulher. Porém, se nos atentarmos para o quadro como um todo, iremos perceber que metade dele, está mais iluminado e metade dele está menos iluminado. No entanto, o ponto mais iluminado é a leitora, pois é nela que devemos nos ater.

## Interpretação da obra
O modo com o qual a mulher está na cadeira, o jeito em que está sua roupa e o local onde estão as suas mãos indiciam que essa mulher está se tocando. O seu olhar, meio perdido, distante, completamente alheio ao mundo à sua volta sinaliza que estamos a vendo em um momento de auto regozijo. As hipóteses sobre esse olhar diante dos outros elementos corporais são variáveis: a) ela acaba de adormecer, como o título da obra sugere; b) ela está no ápice do auto prazer, ou seja, no exato momento em que acontece a ejaculação e os seus olhos reviram para cima; c) encontramos ela segundos após o ato, em um completo estado de relaxamento, em que o corpo perde o êxtase do prazer e relaxa.
Se observarmos a mulher e o cenário podemos dizer que estamos sendo indiscretos, haja vista que a mulher está um momento tão íntimo que encontra-se atrás do biombo, dando a entender que mesmo que alguém entrasse no quarto não poderia vê-la em um primeiro momento, pois, ela está escondida. Se formos além daquilo que os olhos captam, podemos entender que ela está protegida por uma parede de flores, sendo essa parede o biombo e as flores aquelas que estão representadas na divisória.
É interessante que a única “pessoa” que consegue observá-la durante todo o ato é a mulher representada no quadro da parede. Contudo, não é possível saber se essa figura feminina é a própria mulher ou algum parente. Baudouin faz questão de colocar o biombo na frente do quadro e pintar essa figura feminina olhando para o lado, como se ela não quisesse ver aquela cena ou como se ela reprovasse o que estava vendo. Logo, se esse momento não era para ser visto por aqueles que fazem parte da vida da leitora, ele também não deveria ser visto por nós.
Observemos as mãos da leitora: enquanto a mão esquerda está dentro do vestido sem nos dar a total certeza do que acontece por debaixo dos panos, a sua mão direita nos dá um forte indício. O modo com qual a sua mão e o livro estão representados simboliza o auto toque. O livro aberto de forma despretensiosa, como se tivesse acabado de ser colocado em cima da casinha do cachorro, e uma mão a tocá-lo pode ser visto como o símbolo para masturbação.
Cabe atentar-se para o colo à mostra, que reforçam uma ideia de prazer, afinal os seios são uma zona erógena. Sendo assim, é possível pensar que as mãos da mulher ao mesmo tempo que tocam a região da pélvis, podem, também, tocar os seus mamilos aumentando a sensação de prazer.
Ao observar a luminosidade da obra, destacamos que a luz solar vinda da direita ilumina os livros e papéis da mesa. Assim como, ilumina o livro que em que a mulher estava lendo. Levando em consideração o título da obra: A Leitura ou A Leitora Adormecida e relacionando-o com o contexto em que ela foi produzida, a interpretação final que podemos fazer é de que a causa do prazer na mulher foi o livro, ou simplesmente, a leitura. Tendo em vista a época em que a obra foi feita, Baudoin pôde ter feito uma crítica, um alerta ou uma mera ilustração de algo que se pensava e se discutia nos Setecentos: o perigo que a leitura poderia causar nas mulheres, ou melhor, o perigo que alguns tipos de leitura poderia causar nas mulheres.
A obra está inserida no contexto do Iluminismo em um momento que a leitura obscena circulava pela Europa, principalmente na França, era consumida por homens e mulheres e igualmente condenada por inúmeros setores da sociedade. Haviam declarações e postulados sobre os males que esse tipo de leitura poderia causar nas pessoas, em especial às mulheres. Acreditava-se que livros obscenos levariam o público feminino ao descontrole e à histeria.
Anos antes da obra de Baudoin, especificamente em 1748, foi lançado anonimamente o livro Thérèse philosophe, que anos depois atribuiu-se a escrita ao filósofo francês Jean-Baptiste Boyer d'Argens, e fez um enorme sucesso na época e igualmente causou polêmica por onde passou, pois foi vista como obscena. A história é contada pela protagonista Teresa e, em síntese, narra uma série de envolvimentos amorosos durante a sua adolescência e juventude. Nesse sentido, é possível cogitar que a leitora da obra de Baudouin estivesse lendo um livro como esse.
A discussão sobre a proibição de mulheres a certos tipos de obras estendeu-se por séculos chegando até o Brasil do final do século XIX onde circulava obras classificadas como “romances para homens”. Como o próprio nome sugere, essas obras eram proibidas para as mulheres pelas mesmas razões que indicavam na França de 1700: levariam elas à loucura, e, em consequência, à desonra.

## Outras interpretações
A historiadora de arte Mary Sheriff nos chama a atenção para o modo como o corpo da mulher e o violão encontram-se na cena. Eles estão na mesma posição e, muito provavelmente, não de forma aleatória. O violão é símbolo da serenata, das músicas românticas e da sedução. Logo, se pensarmos que, ao tocar as cordas de um violão uma mulher pode ficar encantada, a mulher representada na obra ao tocar a si mesma pode ficar igualmente extasiada. Em resumo, tanto o violão quanto o auto toque são representações de momentos de prazer. Além disso, pode-se fazer um paralelo entre o formato do violão e o corpo feminino.
O site de arte Utpictura18 entende que a cena representa a atividade sexual interrompida e afirma que Baudouin debocha dos estudos das mulheres, pois proporcionaria sensações que elas não conseguiriam controlar. 